# Fridene socken
Fridene socken i Västergötland ingick i Vartofta härad, ingår sedan 1974 i Hjo kommun och motsvarar från 2016 Fridene distrikt.
Socknens areal är 26,67 kvadratkilometer varav 26,48 land. År 2000 fanns här 436 invånare.  Tätorten Blikstorp samt sockenkyrkan Fridene kyrka ligger i socknen.

## Administrativ historik
Socknen har medeltida ursprung. 
Vid kommunreformen 1862 övergick socknens ansvar för de kyrkliga frågorna till Fridene församling och för de borgerliga frågorna bildades Fridene landskommun. Landskommunen uppgick 1952 i Fröjereds landskommun som upplöstes 1974 då denna del uppgick i Hjo kommun. Församlingen uppgick 2010 i Korsberga-Fridene församling..
1 januari 2016 inrättades distriktet Fridene, med samma omfattning som församlingen hade 1999/2000.
Socknen har tillhört län, fögderier, tingslag och domsagor enligt vad som beskrivs i artikeln Vartofta härad. De indelta soldaterna tillhörde Skaraborgs regemente Kåkinds kompani och Västgöta regemente, Vartofta kompani.

## Geografi
Fridene socken ligger sydost om Skövde kring Tidan och Yan. Socknen är en uppodlad slättbygd med inslag av skog.

## Fornlämningar
Ett fåtal lösfynd har påträffats.

## Namnet
Namnet skrevs 1283 Fridhinj och kommer från kyrkbyn. Efterleden är vin, 'betesmark; äng'. Förleden innehåller fridher, 'vacker'.